# Concord (Kalifornien)
Die Stadt Concord (frühere Namen: Drunken Indian und Todos Santos) liegt im Mittelpunkt von Contra Costa County in der San Francisco Bay Area im US-Bundesstaat Kalifornien. Das U.S. Census Bureau hat bei der Volkszählung 2020 eine Einwohnerzahl von 125.410 ermittelt.

## Geographie
Der Ort liegt zwischen der Suisun Bay, einem Ausläufer der Bucht von San Francisco und dem Mount Diablo, einem beliebten Naherholungsziel der Bay Area.
Die geographischen Koordinaten sind: 37,97° Nord, 122,00° West. Das Stadtgebiet hat eine Größe von 78,1 km². Concord ist über BART an den für US-Verhältnisse ausgezeichneten öffentlichen Nahverkehr der Region San Francisco angeschlossen.
Nördlich der Stadt liegt an der Suisun Bay das Military Ocean Terminal Concord, ein aktiver Militärhafen der United States Navy.

## Geschichte
Die Stadt wurde 1869 von Don Salvio Pacheko gegründet. Lange war Concord eher unbedeutend, entwickelte sich aber immer mehr zu einem eigenen Wirtschaftsstandort mit nunmehr 125.880 Einwohnern (Stand: 2013). Das Bevölkerungswachstum lag zwar um 0,1 Prozent unter dem nationalen Durchschnitt in Kalifornien, ist aber dennoch weiterhin deutlich positiv.
Im Zweiten Weltkrieg war der Port Chicago im Stützpunkt die wichtigste Nachschub-Basis für den Pazifikkrieg. Am 17. Juli 1944 ereignete sich dort beim Verladen von Munition die Port-Chicago-Katastrophe, bei der 320 Matrosen und Zivilisten ums Leben kamen. Das war der schwerwiegendste Verlust von Menschenleben der USA im Zweiten Weltkrieg auf eigenem Boden. Der Ort der Explosion ist heute als Port Chicago Naval Magazine National Memorial ausgewiesen.
Von 1969 bis in die 1990er Jahre fand in Concord das von Carl Jefferson gegründete Concord Jazz Festival statt. Es nutzte wie viele andere kulturelle Veranstaltungen den heutigen Sleep Train Pavilion, der 1975 von Frank Gehry gebaut wurde.

## Städtepartnerschaft
Partnerstadt von Concord ist Kitakami in Japan.

## Söhne und Töchter der Stadt
- Dave Brubeck (1920–2012), Jazz-Pianist und -Komponist
- Allan Cavan (1880–1941), Schauspieler
- Natalie Coughlin (* 1982), Schwimmerin
- Erin Dobratz (* 1982), Synchronschwimmerin
- Sonya Eddy (1967–2022), Schauspielerin
- Meagan Ganzer (* 1990), Volleyballspielerin
- Keith Godchaux (1948–1980), Pianist und Keyboarder bei den Grateful Dead
- Tom Hanks (* 1956), Schauspieler
- Lana Lane, Sängerin
- Randy Larsen (* 1961), Philosoph und Hörfunkproduzent
- Cass McCombs (* 1977), Folk- und Alternative-Rock-Musiker
- David Oliver (1962–1992), Schauspieler
- Julie Strain (1962–2021), Schauspielerin

```
Richard J. Youle
 (* 1952), Neurobiologe und Molekularbiologe
```